# Elgonidium laevigatum
Elgonidium laevigatum – gatunek chrząszcza z rodziny nakwiatkowatych i podrodziny Tomoderinae.
Gatunek ten został opisany w 1965 roku przez F.D. Bucka.
Chrząszcz ten ma czułki z trzonkami trzykrotnie dłuższymi niż szerokimi. Przedplecze jest u niego podzielone jest na przedni i tylny płat przewężeniem o brzegach nieząbkowanych, przy czym oba płaty są prawie takiej samej szerokości.
Owad afrotropikalny, znany tylko z rejonu skarpy Mau w Kenii. Spotykany na wysokości 2150–2800 m n.p.m..